# توتنوکاک، کهتا
توتنوکاک، کهتا (به لاتین: Tütenocak, Kahta) یک زیستگاه انسانی در ترکیه است که در کاختا واقع شده‌است.